# Californiske Halvø
Den Californiske Halvø, også kendt som Baja California-halvøen (the Baja California Peninsula på engelsk, la Península de Baja California på spansk), er en smal og aflang halvø i det nordvestlige Mexico. Halvøen er ca. 1.200 km lang og 240 km ved det bredeste; den er dermed større end Italien og næsten dobbelt så lang som den amerikanske delstat Florida. Størstedelen af den Californiske Halvø er del af Sonoraørkenen.
De mexicanske delstater Baja California og Baja California Sur ligger på halvøen. Samlet har de to delstater en befolkning på omkring 4 millioner og et areal på 143.000 km2. Baja California-halvøen grænser op til den amerikanske delstat Californien mod nord, den mexicanske delstat Sonora mod nordøst, Stillehavet mod vest, og den Californiske Golf mod øst.
Halvøens to kyster er meget forskellige. Ved stillehavskysten kan man i den kolde strøm se hvaler på vej til og fra deres sydlige ynglepladser. Golfen på den anden side kan derimod sammenlignes med Middelhavet, da vandet er varmere. Nogle steder ved den sydlige del af halvøen kan man om natten opleve naturfænomenet bioluminescens. Man kan også se sæler og delfiner på jagt efter fisk.28°00′N 113°30′V / 28°N 113.5°V